# Dryomyza dubia
Dryomyza dubia är en tvåvingeart som beskrevs av Pierre Justin Marie Macquart 1844. 
Dryomyza dubia ingår i släktet Dryomyza och familjen buskflugor. Inga underarter finns listade i Catalogue of Life.